# Власотиначко виногорје
Власотиначко виногорје се простире у околини Власотинца, у доњем делу брдско-планинског подручја доњег слива реке Власине. Власотиначки крај неколико стотина година гаји винову лозу и производи грожђе. Историја развоја продукције грожђа је исто историја Власотинца и околине.

## Историјат виноградарства
Развој Власотинца и околине везан је претежно за виноградарство као земљорадничку домену. Грађевинство у облику печалбарства је деловало као допунски приход примарном виноградарству.
У Власотинцу се 1901. године отвара срески расадник за задатком да доприноси земљорадницима при развоју. Тада виноградарство почиње да процветава у Власотиначком крају. Разноразни власотиначки, али и лесковавачки трговци и шпекуланти спречавају развијање виноградарских задруга. 

### Између Првог и Другог светског рата
После Првог светског рата, да би спречили шпекуланте виноградари се 1924. године удружују и формирају „Задругу за индустрију грожђа и вина“. Та задруга прима и виноградаре окружних села. Задруга се суочава са разним препрекама менталитета мештана, као што је неповерење у систем заједничке прераде грожђа и продукције вина. Ипак окупља око 3000 чланова. Прерађивачки погон „Власотиначке земљорадничке виноградарске задруге“ се подиже 1930. године, а 1937. године оснива се Среска винарско-виноградарска и воћарска задруга “Власина“ са 2000 чланова. Између два светска рата винарство постаје уносан посао, тако да се поред ових задруга отварају још три приватна подрума. 
Власотиначке задруге спадају то време међу реткима у Србији које користе текући рачун као финансијско средство.

### После Другог светског рата
После Другог светског рата Власотиначка виноградарска задруга била је међу највећим у бившој Југославији. 1960. године се све земљорадничке задруге припајају „Винарској“ и ствара се прехрамбено и трговинско поредузеће „Власина“. Садња нових сорти лозе доприноси подизању производног капацитета. Власотиначко вино се највише продавало у Словенији, али и шездесет одсто београдских угоститеља се снабдевало вином из Власотиначког виногорја. Још пре рата је Власотиначка задруга постала власник једног објекта у Београду који се користио за дистрибуцију власотиначког вина.
Рекордна производња власотиначких виноградара била је 1968. године и износила је 1200 вагона грожђа. 1972. године се оснива Основна организација удруженог рада, а земљорадничка задруга „Винарска“ постаје самоуправна организација. Уговори су регулисали муђусобне односе задруге и ООУР-а у чијем власништву су тад били прерађивачки (ООУР „Подруми“) и дистрибутивни (ООУР „Власина“) капацитети. Из ООУР-а се касније после политичких промена створило друштвено предузеће „Подруми“, а виноградари су се организовали у задрузи „Виноградар“.

## Сорте лозе и вина
До 1895. је у Власотиначким виноградима била искључиво заступљена домаћа лоза(пловдина). 1895. године долази до обољења домаће лозе. Тада је засађена нова лоза позната као „Американка“. За разлику од домаће, „Американка“ тражи интензивну негу. Осим тога се насађују и друге сорте: Прокупац, Стара беловина, Отела и Тамњаника.
После Другог светског рата се због већег рода насађују: Афус-али, Хамбург, Гаме и Црни бургундац.
Власотиначки винари производе вина позната под именима „Племенка“, „Ружица“, „Гром“ и „Бисерка“. Укупна производња грожђа се дели две трећине бело и једна трећина црно. Од узгредних продукта који настају при преради грожђа производи се вињак, лоза и комовица.

## Најважнији виногради
- Бели брег (прилепачко виногорје) 281
- Попов луг (козарачко подручје) 414
- Косовица 477
- Дубрава (шишавачки део) 390
- Калуђерка (конопнички део) 395
- Бели камен 335
- Бегово браниште 435
- Белогледалов рид 441
- Грчки рид 335
- Висока чука (изнад Доње Ломнице) 418
- Јастребац 601—620

## Галерија
- Карта винограда
- Виногорје 1
- Виногорје 2
- Виногорје 3
- Виногорје 4
- Берба
- Подруми